# DDR-Meisterschaften im Hallenfaustball 1972/73
Die DDR-Meisterschaften im Hallenfaustball 1972/73 waren die Austragung der DDR-Meisterschaften der Männer und Frauen im Hallenfaustball der DDR in der Saison 1972/73. Die Saison begann am Wochenende 25./26. November 1972. Die Finalturniere fanden am 24. März 1973 in der Sporthalle in Wildau statt.
An den Turnieren nahmen die vier bestplatzierten Mannschaften der DDR-Oberliga teil. Beide Hirschfelder Vertretungen verteidigten ihre Titel mit Erfolg. Während die Damen im Endspiel Pentacon Dresden das Nachsehen gaben, waren die Herren im Finale Chemie Zeitz überlegen. Im spannendsten Treffen lieferten die Herren von Lok Dresden dem alten und neuen Titelträger im Halbfinale ein packendes Duell und unterlagen nur knapp mit 33:34, wobei die Elbestädter noch kurz vor Spielende mit 32:29 geführt hatten.

## Herren
Abschlusstabelle der Vorrunde:
| Pl. | Mannschaft          | Punkte |
| --- | ------------------- | ------ |
| 1.  | ISG Hirschfelde (M) | 24:4   |
| 2.  | Chemie Zeitz        | 24:4   |
| 3.  | Lok Wittstock       | 22:6   |
| 4.  | Lok Dresden         | 13:15  |
| 5.  | Rotation Dresden    | 12:16  |
| 6.  | SG Görlitz          | 8:20   |
| 7.  | Chemie Weißwasser   | 7:21   |
| 8.  | Medizin Erfurt      | 2:26   |

Die Mannschaften von Medizin Erfurt und Chemie Weißwasser stiegen damit ab.
Finalrunde:
Halbfinale:
- Lok Dresden – ISG Hirschfelde 33:34
- Chemie Zeitz – Lok Wittstock …:…

Spiel um Platz 3:
- Lok Wittstock – Lok Dresden …:…

Finale:
- ISG Hirschfelde – Chemie Zeitz 44:36 (19:18)

Abschlussstand
| 1. | ISG Hirschfelde |
| 2. | Chemie Zeitz    |
| 3. | Lok Wittstock   |
| 4. | Lok Dresden     |

Aufsteiger aus der Liga zur Oberliga waren Fortschritt Glauchau und Lok Schwerin.

## Frauen
Abschlusstabelle der Vorrunde:
| Pl. | Mannschaft                 | Punkte |
| --- | -------------------------- | ------ |
| 1.  | Chemie Weißwasser          | 24:4   |
| 2.  | SG Görlitz                 | 19:9   |
| 3.  | Pentacon Dresden           | 16:12  |
| 4.  | ISG Hirschfelde (M)        | 16:12  |
| 5.  | Lok Schwerin               | 11:17  |
| 6.  | TSG Berlin-Oberschöneweide | 10:18  |
| 7.  | Motor Rathenow             | 8:20   |
| 8.  | Aktivist Staßfurt          | 8:20   |

Absteiger waren damit Motor Rathenow und Aktivist Staßfurt.
Finalrunde:
Halbfinale:
- ISG Hirschfelde – Chemie Weißwasser …:…
- Pentacon Dresden – SG Görlitz …:…

Spiel um Platz 3:
- SG Görlitz – Chemie Weißwasser …:…

Finale:
- ISG Hirschfelde – Pentacon Dresden 31:26 (17:14)

Abschlussstand
| 1. | ISG Hirschfelde   |
| 2. | Pentacon Dresden  |
| 3. | SG Görlitz        |
| 4. | Chemie Weißwasser |

Aufsteiger aus der Liga zur Oberliga waren Lok Schleife und Lok Dresden.

## Weitere Ergebnisse
DDR-Meisterschaften:

Jugend-Endspiele in Güstrow:
- Männliche Jugend:
  - Lok Dresden – Lok Güstrow 46:26
- Weibliche Jugend:
  - Lok Wittstock – Empor Barby 34:26

- Schülerinnen:[10]
  - 1. Empor Barby
  - 2. Traktor Seebergen
  - 3. Pentacon Dresden, (4.?) ISG Hirschfelde
- Schüler:[10]
  - 1. Lok „Erich Steinfurth“ Berlin
  - 2. Lok Hagenow
  - 3. Robotron Radeberg
  - 4. Chemie Zeitz

## Weblink
- Faustball-DDR-Meisterschaften auf sport-komplett.de